# Valery Ortiz
Valery Milagros Ortiz (San Juan; 1 de agosto de 1984), más conocida como Valery Ortiz, es una actriz y modelo puertorriqueña. Ha aparecido en varias series de televisión, incluyendo South of Nowhere (2005-2008), Hit the Floor (2013-2016) y Gabby Duran & the Unsittables (2019-2021). También tuvo pequeños papeles cinematográficos en Date Movie (2006), 2 Minutes of Fame (2020) y entre otras.

## Carrera
Mientras trabajaba en el Hard Rock Cafe, Ortiz fue elegida para participar en la comedia Date Movie como Jell-O, una imitación de Jennifer López. Durante el rodaje de la película, fue contratada para la serie de televisión South of Nowhere. Durante tres temporadas, Ortiz interpretó el papel de Raquel Saldaña en Hit the Floor, una serie de VH1 que se estrenó en mayo de 2013. En 2019 Valery tuvo un reparto principal en la serie de televisión Gabby Duran & the Unsittables, interpretando a una madre amorosa llamada Dina Durán.

## Filmografía seleccionada

### Película
| Año  | Título                   | Rol       | Nota                   | Ref.  |
| ---- | ------------------------ | --------- | ---------------------- | ----- |
| 2006 | Date Movie               | Jell-O    |                        | [ 1 ] |
| 2008 | From a Place of Darkness | Rosa      |                        | [ 5 ] |
| 2018 | Thriller                 | Sra. Cruz |                        |       |
| 2020 | 2 Minutes of Fame        | Ms. Ellen |                        | [ 6 ] |
| 2022 | Old Flames Never Die     | Steph     | Película de televisión | [ 7 ] |
| TBA  | Skeletons in the Closet  | Valentina |                        | [ 6 ] |

### Televisión
| Año     | Título                        | Rol            | Notas                            | Ref.  |
| ------- | ----------------------------- | -------------- | -------------------------------- | ----- |
| 2005-08 | South of Nowhere              | Madison Duarte | Reparto principal                | [ 3 ] |
| 2009-11 | Diary of a Single Mom         | Lupe           | Reparto principal                | [ 8 ] |
| 2013-16 | Hit the Floor                 | Raquel Saldana | Reparto principal: Temporada 1-3 | [ 2 ] |
| 2019-21 | Gabby Duran & the Unsittables | Dina Duran     | Reparto principal                | [ 4 ] |